# 利姆諾斯島的賽奧莉絲
利姆諾斯島的賽奧莉絲（Theoris of Lemnos，在西元前323年前死亡），是一個被指控為會使用巫術的古代希臘女子。雖然並未查明她罪刑的細節，她和她的孩子仍遭處死。控訴她的證據是古典希臘時期以來保存最完整、最詳細的女巫審判判例。

## 闡述
關於賽奧莉絲最早也是最完整的審判文獻來源，是來自狄摩西尼的演講「反對阿里斯托革頓」（Against Aristogeiton）。這份資料看來是在阿里斯托革頓的審判中提供給法官的資料。阿里斯托格頓是位演說家。相關的段落如下：
「是這個男人歐諾摩斯（Eunomus）從利姆諾斯島的賽奧莉絲的侍女那邊拿了藥水跟咒語。這個污穢的女巫和她的家人因為做了這事而被你處死。侍女告發了她的女主人，而這個作惡者被告發時正和她的孩子一起，在她的協助下，歐諾摩斯可以實現他的詭計和欺騙，並（洋洋得意地）說當他被抓到做了各式各樣的壞事時，他會用拳頭對付那些被抓住的人。」
另外有兩篇較晚出現的證詞也保存至今——斐洛考魯斯的闡述。在公元二世紀由哈尔伯克拉提昂引用，另一篇則由普魯塔克引用。這兩則闡述都是以「反對阿里斯托革頓」提到的內容為本。普拉塔克對這一案件的敘述似乎將賽奧莉絲的故事與在德摩斯梯尼演講中提到的另一名女性的混合在一起，他們在公元3世紀40－50年代左右被處決，顯然是為了表演嘲諷狄俄倪索斯奧秘的儀式。
賽奧莉絲原本是來自利姆諾斯島，但住在雅典。公元前390年，利姆諾斯島由雅典控制，所以賽奧莉絲可能是一個雅典公民；或許她可能是在島上不是雅典人定居的「被剝奪財產的」利姆諾斯人之一。賽奧莉絲有孩子，但古代沒有提到她的丈夫。她的孩子可能是阿里斯托革頓的兄弟歐諾摩斯所生，雖然狄摩西尼的原文中並不清楚。
在西元前323年，賽奧莉絲在雅典被審判，並與她的孩子一起被定有罪且遭處死。 普魯塔奇聲稱，起訴是由德摩斯梯尼提出的，還無法完全確定賽奧莉絲被指控的罪名，因為從古代保存至今的文獻說明各自不同。 據德摩斯梯尼的說法，有罪是因為施行咒語並使用傷人的藥物；她被描述為一個供藥師（pharmakis），字面上是藥物和藥水的提供者，但在這種上下文脈絡下，意思是女巫或魔法師。斐洛考魯斯稱她為螳螂或看守，並報告曾說她被指控為不敬神；普魯塔克稱她為祭司（hiereia或priestess）雖然不認識她所服務的神，但普魯塔克他說她是被判有罪有「許多不當行為和教導奴隸欺騙」的罪名。 據普魯塔克說，是狄摩西尼在控訴她。

## 分析
- 德瑞克·柯林斯指出賽奧莉絲很可能是用毒故意殺人。在此情況下，她會在亚略巴古[1]之前嘗試。另外，她也可能被指控「計畫」去犯謀殺罪[5]，並曾在雅典娜神像前嘗試過[1]。柯林斯認為：「前一種情況較有可能，就是賽奧莉絲是和她的家人一同犯罪的[1]。」

- 艾斯德愛丁諾指出賽奧莉絲的罪行更牽扯到宗教或社會所謂的罪惡感。她主張：「如果賽奧莉絲已經被起訴於殺人的罪刑，該控訴將被更明確地描述於反對阿里斯托革頓—如同安提在「殺戮繼母」中所說的那樣，他用『殺人』一詞來形容類似的罪刑。古典希臘時期作家對此有著不同的見解，認為他可能自稱為這種的治療者—希波克拉底政權的譴責者，這可能已經違反了一些與奴隸有關的社會控制標準，或從事「不信任」ㅡ此為一種政客經常用來的攻擊對手的模糊詞[2]。如果賽奧莉絲被指責，愛丁諾認為，這將更好地解釋不情願指定在反對阿里斯托革頓中對他的指控ㅡ汙染（miaros），並在演講中解釋有關於他的描述[2]。」

- 從另一個方向看來，茱莉亞金德指出賽奧莉絲的審判及執行可能是尋求政治的個人的一個例子：畫出宗教以及魔法間的界線，在可接受及不可接受的宗教習俗和宗教權力間，藉由法庭的幫助[6]。邁克爾·雷內拉指出賽奧莉絲一定一直被爭論究竟是有名聲還是惡名昭彰，就像德摩斯梯尼的演講者清楚地表明她的名字將被認可。他指出，她的起訴本身也表明了她有一定的重要性。無論是因為她自己的權利是自負的，還是因為有人為了私利而存心想起訴她。該闡述表明她擁有文字，將她與大多數人分開，她也有足夠的經濟手段來擁有一個女僕[7]。